# Lavoûte-sur-Loire
Lavoûte-sur-Loire è un comune francese di 737 abitanti situato nel dipartimento dell'Alta Loira della regione dell'Alvernia-Rodano-Alpi.

## Società

### Evoluzione demografica
Abitanti censiti